# Cycas zeylanica
Cycas zeylanica (nombre común (en Sri Lanka) maha-madu) es una planta aparentemente en la actualidad endémica de las islas Andamán y Nicobar. Anteriormente también estaba presente en Sri Lanka, pero sus últimos remanentes de esas poblaciones allí fueron destruidos por el tsunami de diciembre de 2004.
Cycas zeylanica es un arbusto, no ramificado, de hasta 3 m de altura. Las hojas compuestas, miden hasta 2 m de largo,  verdes, brillantes, pinnadas, con hasta 100 foliolos. Conos productores de polen fusiformes (afilando en ambos extremos), microsporófitos ((machos, productores de polen) de hasta 45 mm de largo. Megaesporófitos (hembra, productora de óvulos) de hasta 3 dm de largo, cada uno con 2-5 óvulos. Semillas aplastadas a ovoides, naranja-pardo.